# ام‌وی آرتیکا
ام‌وی آرتیکا (به انگلیسی: MV Aratika) یک کشتی بود که طول آن ۱۲۷٫۷ متر (۴۱۹ فوت) بود.